# Uniwersytet Fryderyka i Aleksandra w Erlangen i Norymberdze
Uniwersytet Fryderyka i Aleksandra w Erlangen i Norymberdze (niem. Friedrich-Alexander-Universität Erlangen-Nürnberg) – uniwersytet w Bawarii założony w 1742 roku w Bayreuth i przeniesiony w 1743 do Erlangen. Od 1961 również obecny w Norymberdze.

## Nazwa
Uniwersytet w swojej nazwie oddaje cześć frankońskiemu margrabiemu Fryderykowi III, który jest jego założycielem, i Karlowi Aleksandrowi von Brandenburg-Ansbach, który był jego promotorem.

## Historia
Uniwersytet został założony pierwotnie w 1742 w Bayreuth. Otwarcie przeniesionego uniwersytetu nastąpiło 4 listopada 1743 roku w dawnej akademii rycerskiej przy Hauptstraße w Erlangen. Jego założycielem był margrabia Friedrich z Brandenburgii-Bayreuth. Uniwersytet nie rozwijał się szybko, ponieważ brakowało mu pieniędzy, dopiero po wygaśnięciu jego linii, gdy księstwo zostało przejęte przez linię brandenburską Ansbach, nastąpił rozwój. W 1769 roku na cześć nowego władcy otrzymał nową nazwę Friedrich-Alexander-Universität. Na uniwersytecie działały cztery wydziały teologii, prawa, medycyny i filozofii. Gdy w 1810 roku Frankonia staje się częścią Bawarii, uniwersytet staje się instytucją państwową. W 1818 roku król Maksymilian I Józef przekazał uniwersytetowi zamek, ogród botaniczny, oranżerię i inne budynki. W pierwszej połowie XIX wieku zgodnie z zaleceniami Wilhelma von Humboldta nastąpiła reforma sposobu kształcenia uniwersyteckiego, poprzez połączenie badań i nauczania. W 1824 roku został zbudowany szpital uniwersytecki. Pod koniec XIX wieku liczba studentów przekroczyła tysiąc. Podczas pierwszej wojny światowej większość studentów została powołana do wojska, dlatego liczba studentów spadła do 300. W 1928 roku z wydziału nauk przyrodniczych wyodrębniono Wydział Nauk Humanistycznych i Społecznych.
Podczas II wojny Erlangen nie zostało zniszczone, dlatego szybko wznowiono naukę, a liczba studentów rosła dochodząc do 5000 w 1947 roku. W latach 50. XX wieku gwałtownie spadła i pod koniec dziesięciolecia uniwersytet był najmniejszym w RFN. W 1962 roku za zgodą parlamentu bawarskiego w Erlangen powstaje wydział inżynierii.
W 2018 roku uniwersytet zajął 5. miejsce w rankingu 100 najbardziej innowacyjnych uniwersytetów w Europie według agencji Reutersa.

## Wydziały
W 2007 roku w wyniku reformy zmieniono strukturę uniwersytetu. Jedenaście wydziałów zostało zreorganizowanych w pięć wydziałów.
- Wydział Filozofii i Teologii
- Wydział Nauk Prawnych i Ekonomicznych
- Wydział Medyczny
- Wydział Nauk Przyrodniczych
- Wydział Techniczny